# Alliaceae
Фамилија лукова (лат. Alliaceae), је фамилија зељастих монокотиледоних скривеносеменица. Статус фамилије присутан је у већини класификационих схема (нпр. у Кронквистовом систему, Тахтаџановим системима, APG II), али је обим фамилије варијабилан. Сви представници фамилије су вишегодишње биљке и геофите, које неповољан период године преживљавају у виду подземних стабала (најчешће луковице). Најзначајнији род фамилије је номинотипски род лукова (Allium). Луковице и листови неколико врста лукова користе се у исхрани људи, а неке се и узгајају као поврће или зачинске биљке (нпр. бели лук, црни лук, влашац, празилук).

## Филогенија и систематика фамилије
Фамилија лукова сродна је са фамилијама агапанта (Agapanthaceae) и амарилиса (Amaryllidaceae). Заједничке особине обухватају биохемијске (присуство лектина који везују манозу), морфолошке (цимозне штитасте цвасти, са израженом брактејом — спатом) и молекуларно-генетичке карактере. У класификационој схеми APG II (2003) ове три сродне фамилије уједињују се у широко посматрану фамилију лукова (Alliaceae s.l.). Уже посматрана фамилија лукова (Alliaceae s.str.) дели се у три потфамилије и обухвата 13—20 родова.
потфамилија 
род 
? род 
род 
потфамилија 
род 
род 
род 
род 
род 
род 
род 
род 
род 
род 
род 
род 
род 
род 
род 
род 
потфамилија 
род 
Потфамилије се разликују у молекуларно-генетичким, морфолошким и биогеографским карактеристикама. Представници најбазалније потфамилије, Allioideae, распрострањени су највећим делом у умереним областима Северне хемисфере, са делимичним и раштрканим присуством у Африци. Потфамилија Tulbaghioideae насељава јужну Африку, док родови потфамилије Gilliesioideae насељавају Јужну и Средњу Америку, као и југ САД.